# ایستگاه لی ساید
ایستگاه لی ساید (انگلیسی: Leaside station) یک ایستگاه قطار سبک شهری در حال ساخت در خط ۵ اگلینتون، بخشی از سیستم متروی تورنتو است.